# Еквивалентност на маса и енергия
Вижте пояснителната страница за други значения на E=MC2, E=MC² или E=mc².
Равенство на маса и енергия във физиката означава, че всичко имащо маса, има еквивалентно количество енергия и обратно, като тези фундаментални количества имат пряка зависимост едно от друго, чрез формулата на Айнщайн:
{\displaystyle E=mc^{2}}
Уравнението, и по-конкретно в специалната теория на относителността, отразява становището за равнопоставеност на енергия и маса.
В тази формула {\displaystyle c^{2}} е квадратът на скоростта на светлината във вакуум, {\displaystyle E} е енергията, измерена в джаули, а {\displaystyle m} е масата, измерена в килограми. Стойността на {\displaystyle c} е 299 792 458 m/s.
Макар много популярна, формулата често е интерпретирана неправилно или неразбрана. Трябва да се отбележи, че {\displaystyle E} е енергията на покой, а {\displaystyle m} е масата в покой. Еквивалентността на маса и енергия означава, че всяко тяло, което има маса, има и съответна енергия, отговаряща на тази маса. Изведена е от Алберт Айнщайн през 1905 г. – неговата „чудодейна“ година (Annus Mirabilis) и макар той да не е първият, който предлага уравнение за еквивалентност между енергия и маса, той е първият, който предлага тази връзка като всеобщ принцип.

## Съпоставка с класическата физика
В класическата физика, основана на законите на Нютон, масата не преминава в енергия и енергията на едно тяло може да се разглежда като сума на неговата кинетична{\displaystyle ~E_{k}} и потенциална{\displaystyle ~E_{p}} енергия. Първата е свързана с движението на тялото, а втората – с позицията на тялото в силово поле (най-често гравитационното поле). Ако предположим, че тялото е извън обсега на гравитационното поле и е в покой, то тогава неговата енергия би била нула. В класическата механика енергията на покой е невъзможно и ненужно да бъде отчетена, докато в релативистката механика енергията на движение се прибавя към енергията на покой. Дори един фотон във вакуум има релативистка маса {\displaystyle m={\frac {E}{c^{2}}}}. Независимо че фотонът никога не е в покой, той има маса в покой, равна на нула, но има различни енергии и релативистка маса, различни от нула. За един наблюдател, който се опитва да настигне фотона, енергията на фотона доближава нула, когато скоростта на наблюдателя доближава скоростта на светлината.

## Математическа основа
В специалната теория на относителността връзката между енергия и импулс се дава с формулата:
{\displaystyle \,E^{2}-(pc)^{2}=(mc^{2})^{2}}
Това уравнение е за масата в покой със съответстващите ѝ импулс и енергия. С други думи, ако в уравнението {\displaystyle E=mc^{2}}{\displaystyle E} е енергията на покой на дадено тяло, тя се променя в зависимост от вътрешната енергия, топлинната енергия, звуковата енергия и химичната енергия на свързване, но не се променя с движението на тялото.
Ако в уравнението {\displaystyle E=mc^{2}} е използвана релативистката маса, то тогава {\displaystyle E} представлява цялата енергия на тялото.
Според Айнщайн, цялата енергия на движещо се тяло е:
{\displaystyle E={\frac {m_{0}c^{2}}{\sqrt {1-{\frac {v^{2}}{c^{2}}}}}},}
където {\displaystyle v} е скоростта на тялото, а импулсът:
{\displaystyle P={\frac {m_{0}v}{\sqrt {1-{\frac {v^{2}}{c^{2}}}}}}}
За малки скорости изразът се развива в ред на Тейлор така:
{\displaystyle E=m_{0}c^{2}\left[1+{\frac {1}{2}}\left({\frac {v}{c}}\right)^{2}+{\frac {3}{8}}\left({\frac {v}{c}}\right)^{4}+{\frac {5}{16}}\left({\frac {v}{c}}\right)^{6}+\ldots \right].}
Взимайки предвид само първите два члена, получаваме:
{\displaystyle E=m_{0}c^{2}+{\frac {1}{2}}m_{0}v^{2}+...}
Както може да се очаква, разлагането съдържа кинетичната енергия от класическата механика, но също така и константа, която не е нула, когато тялото е в покой.

## Първите потвърждения за верността на формулата

### Ядрен разпад
Ърнест Ръдърфорд е първият, който осъзнава, че ядрото на един атом може да се разцепи на по-малки части. Така например урановото ядро се разделя на ядрата на барий и криптон, при което се отделят няколко неутрона и огромно количество енергия. Лиза Майтнер е първата, която изчислява и обяснява „загубата“ на маса при този процес, използвайки уравнението на Айнщайн.

### Анихилация
Позитронът е първата експериментално доказана античастица (на електрона). Теоретично превръщането на масата в покой изцяло в енергия (във формата на светлина и топлина) е възможно при процеса на анихилация, или когато материя и антиматерия влязат в контакт.

### Черни дупки
Стивън Хокинг показва в своите изследвания, че черните дупки имат топлинно излъчване. Теоретически е възможно да се хвърли маса в една малка черна дупка и да се използва излъчването за захранване на електрическа централа, но това са само хипотези.

### Числени примери
1 kg маса в покой съдържа:
E = (1 kg) × (299 792 458 m/s)2 = 89 875 517 873 681 764 J (≈9 × 1016 J) или приблизително 25 милиарда kWh.